# 曼陀罗仙
曼陀罗仙(梵语：Mandra)，南朝梁译经僧侣，来自扶南国。与僧伽婆羅合譯的《大乘寶雲經》，又翻译《文殊师利所说般若经》。